# オランダの河川一覧
次に示すのは、オランダの河川一覧（オランダのかせんいちらん）である。
オランダの全ての河川は北海に流入している。一部の川はアイセル湖に一旦流れ込んだ上で、最終的には北海に流入する。この記事で示す河川の一覧は、ベルギー国境からドイツ国境に向かって北海への流出河口別に一覧としてものである。また、河川の流入関係（依存関係）が分かるように、インデントを用いて本川・支川が分かるように記述している。さらに、合流地点の基礎自治体名も併せて記述している。
なお、ライン・マース・スヘルデ三角州の河川ネットワークは複雑であるため、その中でも主要ルートを太字で示している。

## 河川の一覧
- 西スヘルデ川（Westerschelde） （ゼーラント州 フリシゲンで北海へ）
  - スヘルデ川（Schelde） （ベルギーのアントウェルペンで合流）

- 東スヘルデ川（Oosterschelde） （ゼーラント州 サーウンダイヴァラントで合流）
  - ケーテン・マストハット川（Keeten-Mastgat） （ゼーラント州 トレーンで合流）
    - クラーメル川（Krammer）の分流 （ゼーラント州 サーウンダイヴァラントで合流）

- フレーフェリンゲン川（Grevelingen） （ゼーラント州 サーウンダイヴァラントで合流）
  - クラーメル川（Krammer） （ゼーラント州 サーウンダイヴァラントで合流）
    - フォルケラク川（Volkerak） （南ホラント州 オーストフラケーで合流）
      - ステーンベルフセ・フリート川（Steenbergse Vliet） （北ブラバント州 ステーンベルヘンで合流）
      - ディンテル川（Dintel） （北ブラバント州 ステーンベルヘンで合流）
        - マルク川（Mark） （北ブラバント州 ムールダイクで合流）
          - アー川（Aa） （北ブラバント州 ブレダで合流）

      - ホランス・ディープ川（Hollands Diep）の分流 （北ブラバント州 ムールダイクで合流）

- ハーリングフリート川（Haringvliet） （南ホラント州 フーデレーデで北海へ）
  - スパイ川（Spui） （南ホラント州 ミデルハルニスで合流）
    - アウデ・マース川（Oude Maas）の分流 （南ホラント州 アウト・ベイエルラントで合流）

  - ホランス・ディープ川（Hollands Diep） （北ブラバント州 ムールダイクで合流）
    - ドルトス・キル川（Dordtsche Kil） （北ブラバント州 ムールダイクで合流）
      - アウデ・マース川（Oude Maas）の分流 （南ホラント州 ドルトレヒトで合流）

    - ニューウェ・メルウェデ川（Nieuwe Merwede） （北ブラバント州 ドリメレンで合流）
      - ボーフェン・メルウェデ川（Boven Merwede）の分流 （北ブラバント州 ヴェルケンダムで合流）

    - アメル川（Amer） （北ブラバント州 ドリメレンで合流）
      - ベルフセ・マース川（Bergse Maas） （北ブラバント州 ヘールトライデンベルフで合流）
        - マース川（Maas） （北ブラバント州 フースデンで合流）
          - ディーゼ川（Dieze） （北ブラバント州 スヘルトーヘンボスで合流）
            - アー川（Aa） （北ブラバント州 スヘルトーヘンボスで合流）
            - ドメル川（Dommel） （北ブラバント州 スヘルトーヘンボスで合流）
              - ヘンデル川（Gender） （北ブラバント州 アイントホーフェンで合流）

          - ニールス川（Niers） （リンブルフ州 ヘネプで合流）
          - スワルム川（Swalm） （リンブルフ州 スヴァルメンで合流）
          - ルア川（Rur/Roer） （リンブルフ州 ルールモントで合流）
            - ウルム川（Wurm） （ドイツのハインスベルク郡で合流）

          - ヘレーンベーク川（Geleenbeek） （リンブルフ州 マースブラフトで合流）
          - ヘール川Geul （リンブルフ州 メールセンで合流）
          - イェーケル川（Jeker/Geer） （リンブルフ州 マーストリヒトで合流）
          - フア川（Voer/Fouron） （リンブルフ州 エイスデンで合流）

- ニューウェ・ワーテルウェフ（Nieuwe Waterweg） （南ホラント州 ロッテルダムで北海へ）
  - スホール川（Scheur） （南ホラント州 マースラウスで合流）
    - ニューウェ・マース川（Nieuwe Maas） （南ホラント州 フラールディンゲンで合流）
      - シー川（Schie） （南ホラント州 スヒーダムで合流）
        - フリート川（Vliet） （南ホラント州 デルフトで合流）

      - ロッテ川（Rotte） （南ホラント州 ロッテルダムで合流）
      - ホランセ・アイセル川（Hollandse IJssel） （南ホラント州 クリムペナンデナイセルで合流）
        - ハウエ川（Gouwe） （南ホラント州 ゴーダで合流）
          - アウデ・ライン川（Oude Rijn）の分流 （南ホラント州 アルフェナンデンラインで合流）

      - レク川（Lek） （南ホラント州 ネーデルレクで合流）
        - ネーデルライン川（Nederrijn） （ユトレヒト州 ヴァイク・バイ・ドゥールステーデで合流）
          - パネルデン運河（Pannerdens Kanaal） （ヘルダーラント州 アーネムで合流）
            - ベイランス運河（Bijlands Kanaal）の分流 （ヘルダーラント州 ミリンゲン・アーン・ラインで合流）

      - ノールト川（Noord） （南ホラント州 ネーデルレクで合流）
        - アウデ・マース川（Oude Maas）の分流 （Dordrechtで合流）

    - アウデ・マース川（Oude Maas） （Vlaardingenで合流）
      - ベネデン・メルウェデ川（Beneden Merwede） （南ホラント州 ドルトレヒトで合流）
        - ボーフェン・メルウェデ川（Boven Merwede） （北ブラバント州 ヴェルケンダムで合流）
          - リンゲ川（Linge） （南ホラント州 ホリンケムで合流）
          - アフヘダムデ・マース川（Afgedamde Maas） （北ブラバント州 ヴァウドリッヘムで合流）
            - マース川（Maas）の分流 （北ブラバント州 フースデンで合流）

          - ワール川（Waal） （北ブラバント州 ヴァウドリッヘムで合流）
            - ベイランス運河（Bijlands Kanaal） （ヘルダーラント州 ミリンゲン・アーン・ラインで分流）
              - ライン川（Rhine/Rijn） （ヘルダーラント州 ラインヴァールデンで合流）

- アウデ・ライン川（Oude Rijn） （カトヴァイクで北海へ）
  - レイセ・ライン川（Leidse Rijn） （ユトレヒト州 ウールデンで合流）
    - クロメ・ライン川（Kromme Rijn） （ユトレヒト州 ユトレヒトで合流）
      - ネーデルライン川（Nederrijn）の分流 （ユトレヒト州 ヴァイク・バイ・ドゥールステーデで合流）

- アムステル川（Amstel） （アムステルダムでアイセル湖のアイ湾へ）
- 北海運河（North Sea Canal） （アムステルダムでアイセル湖のアイ湾へ）
  - ザーン川（Zaan） （北ホラント州 ザーンスタットで合流）
  - スパールネ川（Spaarne） （北ホラント州 ハールレムで合流）

- ヴェヒト川（Vecht） （北ホラント州 マウデンでアイセル湖に流入）
  - クロメ・ライン川（Kromme Rijn）の分流 （ユトレヒト州 ユトレヒトで合流）

- アイセル川（IJssel） （オーファーアイセル州 カンペンでアイセル湖に流入）
  - スヒップベーク川（Schipbeek） （オーファーアイセル州 デーフェンターで合流）
  - ベルケル川（Berkel） （ヘルダーラント州 ズトフェンで合流）
  - 旧アイセル川（アウデ・アイセル川 Oude IJssel） （ヘルダーラント州 ドゥースブルフで合流）
  - パネルデン運河（Pannerdens Kanaal）の分流 （ヘルダーラント州 アーネムで合流）

- ズワルテ・ワーテル川（Zwarte Water） （オーファーアイセル州 ズワルタヴァータラントでアイセル湖に流入）
  - ヴェヒト川（Vecht） （オーファーアイセル州 ズヴォレで合流）
    - レッヘ川（Regge） （オーファーアイセル州 オマンで合流）
    - ディンケル川（Dinkel） （ドイツのグラーフシャフト・ベントハイム郡で合流）

- ラウヴェル川（Lauwers） （フリースラント州 デマルネでワッデン海へ）

- エムス川（Ems） （フローニンゲン州 デルフゼイルで北海のドラルト湾へ）

## 備考
オランダ語のカタカナ転写法については、ノート:オランダの河川一覧に示した。